# Ozaphan-Film
Ozaphan-Film war ein Markenname für 16-mm-Amateurfilme. Ozaphan wurde als patentiertes Sicherheits-Filmverfahren für Kurzfilme bis maximal 140 Meter Filmlänge herausgebracht und richteten sich an technikinteressierte Laien, die damit ein eigenes Heimkino betreiben konnten. Vermarktet wurde das Verfahren überwiegend von Agfa, aber auch von Kalle ab den frühen 1930er Jahren. In den 1940er Jahren musste die Produktion kriegsbedingt eingestellt werden. Sie wurde in den 1950er Jahren wieder aufgenommen, dann aber vom 8-mm- und Super-8-Film verdrängt.

## Entwicklung
Das Verfahren zur industriellen Herstellung eines robusten Zellophanfilms wurde 1920 von Paul Vanet und Jacques E. Brandenberger erfunden, Geschäftsführer und Chefingenieur von La Cellophane SA.
Zwei Lehrer, Ernest Louis Victor Rebillon und René Adam, entwickelten in Frankreich einen Projektor, den sie zu Lehrzwecken in Schulen einsetzen wollten, und ließen ihn 1923 patentieren. Der Hersteller Gallus verbesserte die Technik und entwickelte das Gerät bis 1927 zur Marktreife. Bei Ozaphan handelte es sich um einen schwer entflammbaren Sicherheitsfilm, ein nichtbrennbarer Cellophan-Film und Filmträger aus Cellulosehydrat mit einer Silberbromid-Emulsion. Der Film wurde in Ammoniakdampf entwickelt und „Cellofilm“ genannt. Zum Einsatz kam Ozaphan-Folie im 22-mm-Format vom Film- und Projektorenhersteller Cinébloc auf bis zu 400-Meter-Spulen. Einer der Projektoren wurde bereits mit Motorbetrieb geliefert. Cinébloc und ab 1929 auch Cenelux, eine Tochtergesellschaft von La Cellophane SA, folgten mit weiteren Geräten.
Nach der Etablierung des kommerziellen Kinos war die Einführung des Films bei Privatpersonen der nächste Entwicklungsschritt für Kalle und Agfa. Im Vordergrund stand nicht das Filmen durch Amateure, sondern die Bereitstellung von professionellem Bildmaterial auf einem Filmsystem, das einerseits preislich erschwinglich sein sollte und andererseits einfach zu bedienen. Agfa pries den Ozaphan-Film mit diesen Eigenschaften als Neuerung auf dem Gebiet des Heimkinos an und bot hierfür ein ausdifferenziertes Angebot an Kurzfilmen an, die sich an unterschiedliche Zielgruppen richteten. Da sich Celluloidfilme aus Cellulosenitrat in Deutschland nicht wie erwartet im Heimkino durchsetzen konnten, das leicht entflammbare Material für den Heimgebrauch ungeeignet war und der 1928 entwickelte Film aus nahtloser Viskose von Kalle ebenfalls nicht vom Markt angenommen wurde, griff Agfa auf ein von Kalle 1927 entwickeltes und 1929 zur Produktionsreife gebrachtes Verfahren zurück, ebenfalls im Jahr 1923 patentiert, „Ozaphan“ genannt. Die Filme wurden durch ein „Master-Positiv“ im Kontaktverfahren mit Quarzlampen belichtet und durch Lackierung haltbar gemacht. Sie waren mit 50–60 μm nur halb so dick wie die damals üblichen Filme, durch den Schutzlack gegen Verkratzen resistent, aber nicht sehr reißfest. Das Verfahren entsprach der Diazotypie. Die silberfreien lichtempfindlichen Diazo-Verbindungen ermöglichten nur eine grobkörnige, aber für den Heimgebrauch noch ausreichende Auflösung, wobei ein Meter Ozaphan-Film etwa zweieinhalb mal so viele Bilder wie ein Meter „Normalfilm“ hatte. Er wurde von Agfa, das damals Teil der I. G. Farben war, kompatibel zum System von Kalle produziert.

## Angebotene Filme

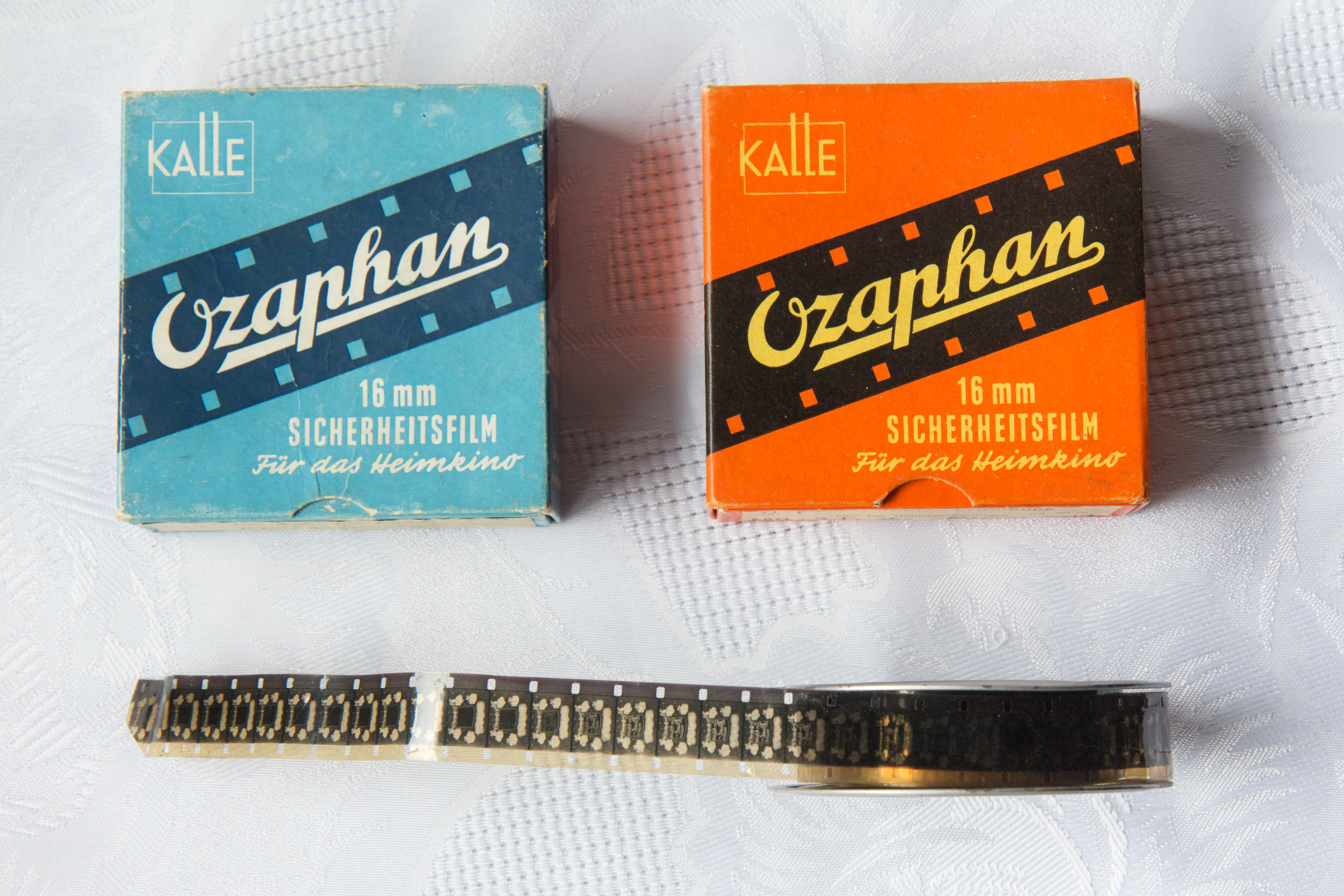
Ozaphan-Film mit Filmspule

Die ersten Filme kamen in den frühen 1930er Jahren auf den Markt. Üblich waren Kurzfilme bis zu 40 Metern Länge. Aufgrund des Handkurbelbetriebs waren Angaben zu den vorgesehenen Spielzeiten unüblich; die Geschwindigkeit des Kurbelns musste anhand natürlicher Bewegungen im Film in etwa abgeschätzt werden. Eigene Projektoren folgten bei Agfa erst später. Die Filme richteten sich an unterschiedliche Interessen von Kindern (Märchenfilme) und Erwachsene (Humor, Kultur und Unterhaltung), die meisten Filme wurden in mehreren Sprachen für den internationalen Markt produziert. Es wurden jedoch auch Filme angeboten, die die nationale Größe des Deutschen Reichs in Geschichte und Gegenwart dokumentieren sollten. So wurde eine Filmreihe eingeführt, die unter dem Titel Ozaphan-Monatsschau Filmsequenzen aus der Wochenschau sammelte und monatlich an Privatnutzer verkauft wurde. Die Filme wurde nicht nur einzeln verkauft, sondern mit Rabatt auch im Abonnement. Die für Privatnutzer verhältnismäßig neue Technik hatte weiterhin noch experimentellen Charakter. Filmschleifen von zwei Metern wurden angeboten und zeigten bewegliche Körper und demonstrierten durch die Wiederholung derselben kurzen Sequenzen das Prinzip des beweglichen Films aus Einzelbildern.

## Projektoren

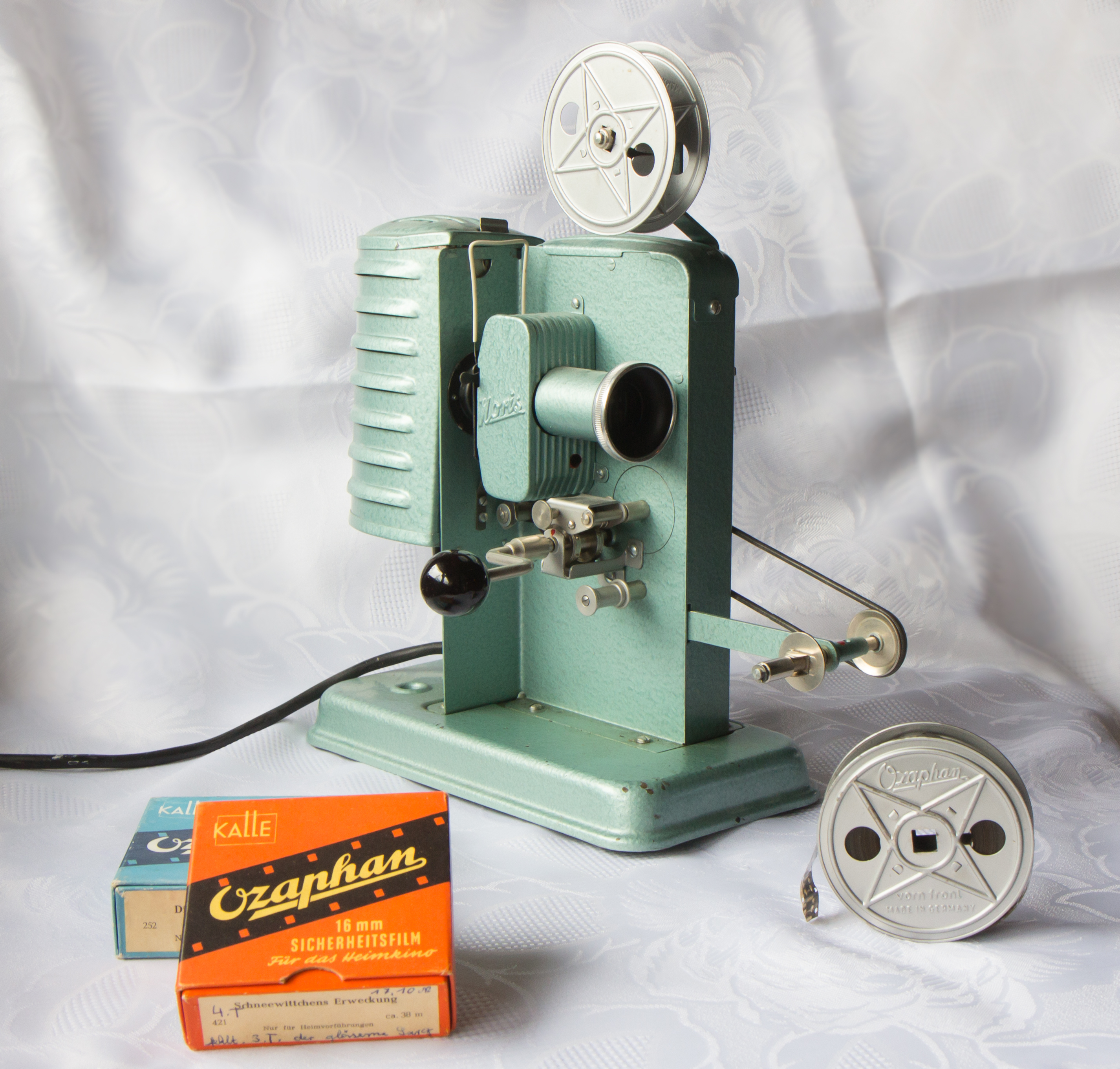
Ozaphan-Filmprojektor Noris Magica

Die deutschen Projektoren für die 16-mm-Filme wurden mit Handkurbeln geliefert, der Anschluss an die Lichtleitung diente ausschließlich der Beleuchtung für die Projektion. Die technisch einfach gestalteten Geräte waren für zwei Meter Projektionsabstand und ein Bildformat von ca. 30 × 40 cm vorgesehen. Das Einstiegsgerät lag bei 27 Reichsmark, was 1937 einem heutigen Wert von ca. 111 Euro entsprach. Bessere Geräte hatten einen Widerstand, der in etwa für eine ausgeglichene Geschwindigkeit sorgte, hellere Niedervoltlampen oder bei den Spitzenmodellen Trommeln für Filme bis 140 Metern Filmlänge.
Neben Geräten von Agfa, die erst spät erschienen, gab es Geräte von Plank und baugleiche Modelle unter der Marke Noris.
| Projektoren                          | Leuchtmittel                             | Filmlänge                               | Spannung    | Sonstiges | Preis                                 |
| ------------------------------------ | ---------------------------------------- | --------------------------------------- | ----------- | --- | ------------------------------------- |
| Heimkino Piccolo Nr. 1               |                                          |                                         |             | ohne Aufspulvorrichtung | 29,50 DM                              |
| Heimkino Piccolo Nr. 2               | 60 W („Haushaltsbirne“)                  | bis 20 m                                | 110 V 220 V | mit Aufspulvorrichtung | 36 DM                                 |
| Heimkino Piccolo Nr. 3               | 75 W („Projektionslampe“)                | bis 20 m                                | 110 V 220 V | eingebaute Blende |                                       |
| Plank Heimkino Modell 100/Magica 100 | 75 W („Spezialkinolampe“)                | bis 50 m                                | 110 V 220 V | Motor als Zubehör lieferbar | 63 DM                                 |
| Plank Heimkino Modell 200/Magica 200 | 75 W („Spezialkinolampe“)                | bis 140 m                               | 110 V 220 V | Motor als Zubehör lieferbar | 89 DM (ohne Motor) 134 DM (mit Motor) |
| Plank Heimkino Modell 300            | 200 W („Projektions-Netzanschlusslampe“) | bis 300 m Ozaphan, bis 120 m Silberfilm | 110 V 220 V | eingebauter Motor, Kühlung durch Ventilator, automatische Lichtsperre (Schutz vor Filmbeschädigung bei Stillstand), sichtbare Rücklaufprojektion | 225 DM                                |
| Heimkino Noris 16 Filius             | 200 W („Spezialprojektionslampe“)        | bis 300 m Ozaphan, bis 120 m Silberfilm | 110 V 220 V | eingebauter Motor, Kühlung durch Ventilator, automatische Lichtsperre (Schutz vor Filmbeschädigung bei Stillstand),                              | 240 DM                                |
| Zubehör                              |                                          |                                         |             | |                                       |
| Anbau-Motor                          |                                          |                                         | 110 V 220 V | | 45 DM                                 |
| Klebepresse                          |                                          |                                         |             | zur Reparatur von gerissenem Film | 7,20 DM                               |
| Umspuler                             |                                          |                                         |             | | 9 DM                                  |
| Bildschirm (Projektionswand)         |                                          |                                         |             | 37,5 cm × 50 cm | 9 DM                                  |